# Uwiedzenie homoseksualne
Ten artykuł opisuje teorie, metody lub czynności niezgodne ze współczesną wiedzą medyczną.
Uwiedzenie homoseksualne – kontrowersyjna i w większości uznawana za błędną teoria, zgodnie z którą homoseksualizm jest rozpowszechniany poprzez seks międzypokoleniowy (tzw. „uwodzenie dzieci”). Teoria ta powstała na początku XX wieku pod wpływem badań niemieckich psychologów takich jak Albert Moll i Emil Kraepelin nad seksualnością nastolatków. Była ona wykorzystywana podczas wczesnych prób wyjaśnienia zjawiska męskiej prostytucji, a później była wykorzystywana do homofobicznej propagandy i przez przeciwników ruchu LGBT do opóźniania postępu w zakresie praw osób LGBT, poprzez przedstawianie homoseksualistów jako „starych zboczeńców, którzy wykorzystują dzieci”.

## Argumenty zwolenników
Zwolennicy tej hipotezy powołują się na istnienie seksualnych zainteresowań już u dzieci. Przed 10. rokiem życia występują one u 40% osób, które rozwiną w przyszłości orientację homoseksualną. Przed rokiem 14. występują natomiast aż u 87%. Jeśli chodzi o aktywność o charakterze seksualnym, odnotowano je odpowiednio u 30% i 60%. Z kolei w innym badaniu, przeprowadzonym w Polsce, pociąg seksualny do osób tej samej płci znaleziono u 12,3%, choć w grupie wiekowej do lat 15 występował u ponad połowy badanych. Propagatorzy tego poglądu wskazują na wcześniejsze kontakty seksualne i większą aktywność seksualną przyszłych homoseksualistów, o czym świadczy choćby badanie Biebera z 1969. Zwracają oni również uwagę, że im wcześniejszy początek kontaktów homoseksualnych, tym większe prawdopodobieństwo, że uczestnicząca w nich osoba okaże się w przyszłości homoseksualną. Zależność tę interpretują jako komponent homoseksualny rosnący wraz z malejącym wiekiem obcującej osoby.
Pogląd ten znajduje poparcie w badaniach łączących orientację homoseksualną z byciem ofiarą przemocy seksualnej w dzieciństwie. Na przykład wedle badań Dolla z 1992 przed osiągnięciem wieku 19 lat, 37% chłopców homoseksualnych lub biseksualnych spotkało się z zachętą lub nawet zmuszaniem do kontaktów seksualnych z innymi mężczyznami, starszymi bądź silniejszymi od nich. W nieco ponad połowie przypadków użyto siły. W 94% przypadków doszło do rzeczonego kontaktu seksualnego. Mężczyzn homoseksualnych często również zachęcano do prostytuowania się. Wedle innego badania, przemocy seksualnej doznało 35,5% mężczyzn homoseksualnych lub biseksualnych. Odsetek molestowania seksualnego w dzieciństwie osób homoseksualnych wedle Tomeo et al. znacznie przewyższa wartość dla osób heteroseksualnych (46% do 7% u mężczyzn i 22% do 1% u kobiet).
Orientacja homoseksualna miałaby w tym ujęciu służyć odzyskaniu męskości czy kobiecości, których poczucie zniszczyły traumatyczne wydarzenia seksualne. Dotknięta nimi osoba potrzebuje pomocy od osób tej samej płci. Potrzeba ta ma ulegać seksualizacji. W ten sposób chłopiec nadużyty przez mężczyznę rozwijać ma pociąg skierowany do mężczyzn. Dziewczynka skrzywdzona przez mężczyznę ma natomiast generalizować swą nienawiść na wszystkich mężczyzn, odrzucać ich w ogólności, ale także odrzucać swą kobiecość. Tylko w towarzystwie innych kobiet czuje się ona bezpiecznie i dlatego wśród nich szuka życiowej partnerki.

## Argumenty przeciwników
Z drugiej strony Janicka i Kwiatkowski w o wiele nowszej monografii (2016) nie potwierdzają, by homoseksualność wiązała się z większym zagrożeniem przemocą seksualną. Nie znajdują żadnego powiązania z przyszłym rozwojem orientacji ani u osób molestowanych, ani zgwałconych. Wedle ich danych przemoc seksualna dotknęła 2,4% dzieci, które wyrosły na mężczyzn homoseksualnych oraz 1,2% przyszłych lesbijek, a więc mniej, niż dziewczynek, z których wyrosły kobiety heteroseksualne – 2,1%.
Przemoc seksualna prowadzi więc raczej nie do homoseksualizmu, ale do zaburzeń psychicznych i trudności społecznych. Wśród konsekwencji wymienia się zaburzenia depresyjne, nadużywanie substancji psychoaktywnych. Mogą pojawić się poczucie osamotnienia, myśli suicydalne, próby samobójcze, zachowania ryzykowne, zachowania niezgodne z identyfikacją płciową.
Jeśli chodzi zaś o pewne różnice między przyszłymi osobami homoseksualnymi i heteroseksualnymi w dzieciństwie, to o ile w literaturze spotyka się pojęcie dzieci prehomoseksualnych czy nawet osobowości prehomoseksualnej, to chodzi raczej o czynniki neurorozwojowe, zaburzenia identyfikacji płciowej w dzieciństwie czy też rozwój osobowości, naznaczony poczuciem inności, wstydem, lękiem, niską samooceną. Dzieci prehomoseksualne z uwagi na znaczne trudności metodologiczne zbadane są bardzo słabo i trudno stwierdzić, które ich cechy różniące je od reszty populacji mogą być przyczyną, a które są raczej skutkiem kształtującej się orientacji homoseksualnej.